# Nomenclátor

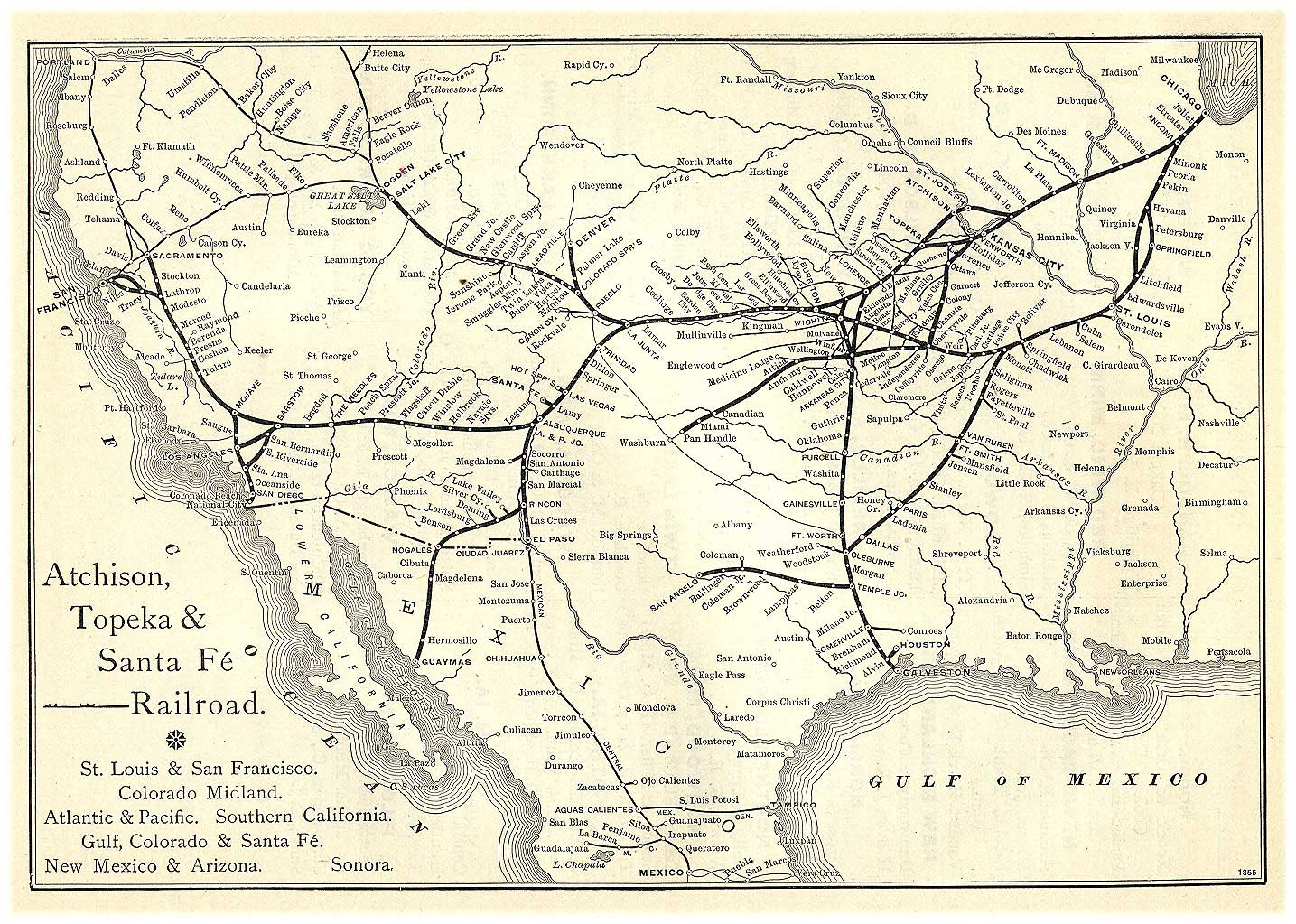
Estados Unidos: Santa Fe Railway, mapa de ruta de las concesionarias de 1891, "Grain Dealers and Shippers Gazetteer".

Un nomenclátor o índice de topónimos es un catálogo de nombres propios geográficos, el cual, en conjunto con un mapa, constituye una importante referencia sobre lugares y sus nombres.

## Nomenclátor en España

### Nomenclátor estadístico
Este término en España se refiere a la relación de todas las unidades poblacionales de cada uno de los municipios. Este listado detallado es elaborado por el Instituto Nacional de Estadística, y publicado cada año; contiene las entidades de población (tanto singulares como colectivas), núcleos y diseminados de cada uno de los municipios, permitiendo conocer en qué forma se asienta la población en los mismos. Contiene, para cada una de estas unidades, tanto la población como datos de carácter geográfico.
En el caso del Nomenclátor español, las variables que contiene son las correspondientes al Padrón Continuo , si bien es cierto que para descarga pública sin costo se reducen al número de habitantes y el sexo; para acceder al resto es necesario solicitar un procesamiento especial al Instituto Nacional de Estadística. Desde el punto de vista de su utilidad en Geografía, se ha indicado que en el caso de municipios compuestos por una única sección censal, dicha utilidad es muy superior a aquella derivada del empleo del seccionado censal.

### Nomenclátor Geográfico Nacional
Es elaborado por el Instituto Geográfico Nacional (IGN), es un registro dinámico que contiene las denominaciones oficiales de todos los núcleos de población que deben utilizarse en la cartografía oficial. Contiene junto con las  denominaciones, coordenadas, altitud y población. Puede descargarse del portal del IGN.